# Janirella eximia
Janirella eximia is een pissebed uit de familie Janirellidae. De wetenschappelijke naam van de soort is voor het eerst geldig gepubliceerd in 1981 door Mezhov.